# Antipoden-Inseln
Die Antipoden-Inseln (engl.: Antipodes Islands Group oder Isle Penantipode) sind eine Gruppe unbewohnter Felsinseln vulkanischen Ursprungs im Südpazifik. Sie gehören politisch zu Neuseeland und werden dort zu den New Zealand Offshore Islands gezählt. Geographisch zählen sie zu den subantarktischen Inseln und liegen etwa 650 km südöstlich der neuseeländischen Stewart-Insel. Die höchste Erhebung ist der Mount Galloway mit 366 m.

## Geographie und Geologie
Die Inselgruppe besteht aus der gleichnamigen Hauptinsel Antipodes Island (etwa 20 km²), der nördlich gelegenen Bollons Island (etwa 2 km²) mit dem vorgelagerten Eiland Remarkable Arch, zwei westlich gelegenen Windwardinseln, einer östlich gelegenen Leewardinsel, einem Südeiland im Südwesten und mehreren kleinen Klippen. Die mittlere Jahrestemperatur liegt bei 8 °C und die jährliche Niederschlagsmenge bei 1000 bis 1500 mm, womit die Inselgruppe auf einem Übergang von einem subpolaren (Cfc) zu einem Tundrenklima (ET) liegt.
Die Inseln sind überwiegend aus Vulkaniten aufgebaut, die in Form ausgeflossener Laven die Oberfläche bedecken. Nach der Beschreibung von Patrick Marshall stehen als Gestein Basalte mit porphyrischer Textur und vulkanische Gläser an.

## Geschichte

### Entdeckung und Namensgebung
Die Inseln wurden am 26. März 1800 von Henry Waterhouse, Kapitän der HMS Reliance, entdeckt und zunächst die Penantipodes genannt. Ihren Namen verdanken die Inseln dem Umstand, dass sie nahe an der antipodischen Position zu London liegen. Tatsächlich liegen sie aber einem Punkt im Meer vor Cherbourg in der Normandie im Nordwesten Frankreichs gegenüber (49° 40′ 59″ N, 1° 13′ 0″ W).

### Besiedlungsversuche und wirtschaftliche Nutzung
Der Versuch, Rinderzucht auf den Inseln zu betreiben, scheiterte aufgrund des rauen Klimas. 1893 sank in der Nähe der Hauptinsel das Schiff Spirit of Dawn, und die Überlebenden mussten 3 Monate lang auf der Insel ausharren. 1804 begann der Robbenfang auf den Inseln, der 1814 bis 1815 mit 400.000 erlegten Tieren seinen Höhepunkt erreichte.

## Tierwelt

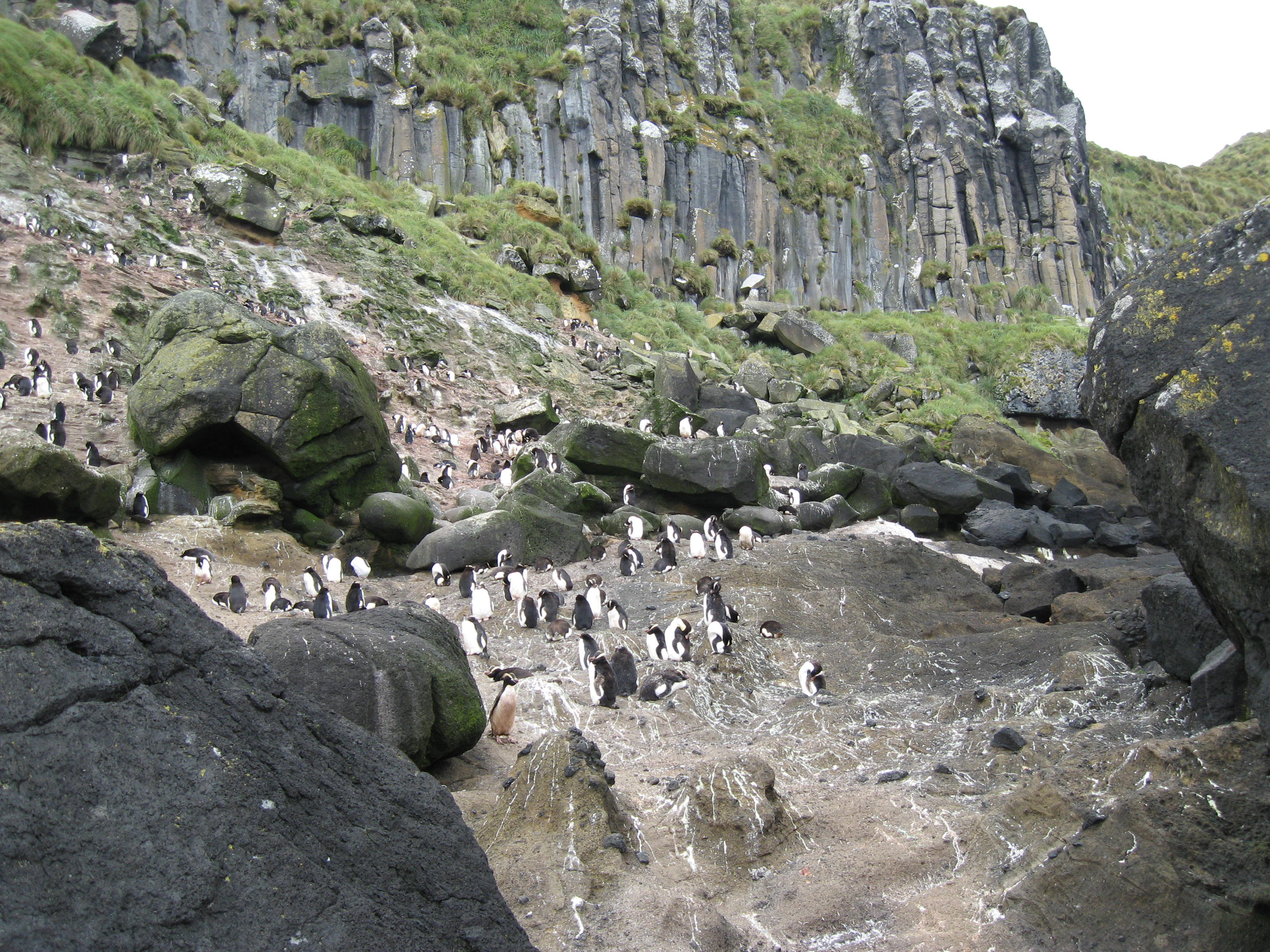
Kronenpinguine auf Antipodes Island

Die Inseln sind neben den Bountyinseln der einzige Nistort für Kronenpinguine (Eudyptes sclateri), von denen etwa 150.000 Paare hier brüten. Daneben brüten hier ca. 50.000 Paare Felsenpinguine (Eudyptes chrysocome).
Endemisch sind der Einfarblaufsittich (Cyanoramphus unicolor), der  Antipoden-Ziegensittich (Cyanoramphus novaezelandiae hochstetteri), die Antipodeninselschnepfe (Coenocorypha aucklandica meinertzhagenae), und der Antipodeninselpieper (Anthus novaeseelandiae steindachneri), eine Spornpieperart.
Außerdem brütet auch der seltene Antipoden-Wanderalbatros (Diomedea exulans antipodensis) auf den Inseln. Der südliche See-Elefant (Mirounga leonina) ist ebenfalls auf der Inselgruppe anzutreffen.

## Naturschutz
Die Inseln sind seit 1998 Teil des UNESCO-Weltnaturerbes. Um die einzigartige Flora und Fauna zu erhalten, hat die neuseeländische Regierung das Betreten der Inseln verboten.